# Calor sensible
La calor sensible és la calor intercanviada per un cos o sistema termodinàmic de forma que l'intercanvi de calor canvia la temperatura del cos o sistema, i alguna de les seves variables macroscòpiques, però deixa inalterades altres variables macroscòpiques com el volum o la pressió.

## Ús
El terme s'utilitza en contraposició a la calor latent, que és la quantitat de calor intercanviada que queda oculta, fent referència als canvis que es produeixen a temperatura constant. Per exemple, durant un canvi de fase com la fusió del gel, la temperatura del sistema que conté el gel i el líquid és constants fins que tot gel s'ha fos. Els termes latent i sensible són complementaris.
La calor sensible d'un procés termodinàmic es pot calcular com el producte de la massa del cos (m) per la seva calor específica (c) i el canvi de temperatura ({\displaystyle \Delta T}):
{\displaystyle Q_{sensible}=mc\Delta T\,.}

Joule va descriure la calor sensible com l'energia mesurada per un termòmetre

La calor sendible i la calor latent no són formes especials de l'energia. Més aviat, descriuen intercanvis de la calor en unes condicions determinades pels seus efectes en un material o en un sistema termodinàmic.
En els escrits dels primers científics que van crear les bases de la termodinàmica, la calor sensible va tenir un paper clar dins la calorimetria. James Prescott Joule la va caracteritzar el 1847 com una energia que era mesurada mitjançant el termòmetre.
Tant les calors sensibles com les latents es poden observar a molts processos d'intercanvi energètic a la naturalesa. La calor latent s'associa amb canvis d'estat, mesurats a temperatura constant, especialment els canvis de fase del vapor d'aigua atmosfèric, majoritàriament la vaporització i la condensació, mentre que la calor sensible afecta directament la temperatura de l'atmosfera.
En meteorologia, el terme "flux de calor sensible" es refereix al flux conductiu de la calor des de la superfície de la Terra a l'atmosfera. És un component important del balanç energètic de la superfície de la Terra. El flux de la calor sensible es mesura habitualment amb el mètode de covariància de remolí.